# Butterfly (Speelpark Hoge Boekel)
Butterfly is een attractie in Speelpark Hoge Boekel in Enschede en is gemaakt door Sunkid Heege. De attractie is een pendelschommel en wordt ook aangeduid als een kleine shuttle-achtbaan.

## Geschiedenis
De attractie werd in 1993 geopend in het park.

## Beschrijving attractie
Butterfly is een kleine achtbaan van het model Butterfly Standaard (Original), geschikt voor kinderen en volwassenen. De baan heeft een hoogte van 6,1 meter en een lengte van 21 meter. Er nemen twee bezoekers plaats in het karretje dat heen en weer schommelt over de U-vormige rails en bereikt een maximumsnelheid van 40 km/u. 
Het karretje is versierd met vlindermotieven en bieden plaats aan maximaal twee personen.